# Jaciment arqueològic de la Bòbila Madurell-Mas Duran
La Bòbila Madurell és un jaciment situat a Sant Quirze del Vallès (Vallès Occidental), inclòs a l'Inventari  del Patrimoni Arqueològic i Paleontològic de Catalunya.
El complex arqueològic s'estén des de la carena del Serrat de Can Feu fins el torrent de la Taula Rodona, i des de la via del tren dels Ferrocarrils de la Generalitat fins l'avinguda d'Arraona, sobre una superfície d'unes 20 hectàrees. Forma part de la fossa tectònica del Vallès-Penedès. La major part del jaciment és constituït per argiles vermelles quaternàries amb nivells conglomerats i crostes carbonatades.
La zona es va començar a excavar l'any 1921, a causa dels treballs de construcció de la via dels Ferrocarrils Catalans. A l'any 1931 es va instal·lar a la zona una bòbila que era propietat del senyor Madurell, donant així el nom al jaciment. L’extracció d’argiles va provocar l’aparició de noves restes arqueològiques i amb les infraestructures posteriors construides a partir de l’any 1975, com l'autopista C-58 i l’edificació més endavant d’un gran centre comercial, van fer aflorar noves restes que van comportar l’endegament de noves campanyes arqueològiques als anys 90.
L'ocupació fou reiterada, amb curts períodes d'abandó. La major part del material arqueològic correspon al Neolític mitjà-recent, amb una coincidència espacial de sepultures i fosses. El neolític final ens proporciona les primeres cabanes neolítiques (grup Veraza) enfonsades descobertes a Catalunya. Les ocupacions de l'Edat del bronze, bronze final, Primera Edat del ferro corresponen a assentaments secundaris relacionats possiblement amb els poblats en altres zones d'aquest gran paratge arqueològic.

## Cronologia
Jaciment compta amb 66 datacions radiocarbòniques.
- Neolític antic
- Neolític mitjà
- Neolític final - Veraza
- Bronze inicial
- Ferro 1a

## Estructures d'habitació
- 2 estructures d'habitació en forma de grans depressions excavades a subsòl. Contenen bases naturals, restes lítiques i restes ceràmiques. Entre les restes faunístiques domina el Bos taurus.

- C.11 - Planta ovalada (8 x 6,5 m, profunditat màxima 0,85 m, aprox. 5 0m²). Dos nivells de reompliment associats a dues unitats diferenciades. A cadascun dels nivells es va evidenciar una estructuració interna, composta per llars, estructures de sosteniment, fosses i agrupacions de pedres. A 50 cm d'aquesta estructura se'n va localitzar una altra de dimensions reduïdes (6m², 35 cm de fondària màxima).

- C.1 - Forma ovalada irregular (aprox. 40 m², fondària 90 a 170 cm). Diversos reompliments.

- Durant les campanyes 1991/1992 s'han descobert 32 enterraments, però amb les troballes posteriors, consten 80 fosses d'enterrament i 67 fosses d'emmagatzematge (sitges).[3]